# Troppo
Troppo är en australisk kriminal- och thriller serie som hade premiär 27 februari 2022. Serien är skapad av Yolanda Ramke, och baserad på romaner av Candice Fox.

## Handling
Serien handlar om privatdetektiven Amanda Pharrell som rekryterar den vanärade före detta polisen Ted Conkaffey för att hjälpa henne med sitt första fall.

## Rollista (i urval)
- Thomas Jane - Ted Conkaffey
- Nicole Chamoun - Amanda Pharrell
- David Lyons - Lou Damford
- Sun Park - Yoon Sun Park
- Yerin Ha - Ah Rah Park
- Ling Cooper Tang - Sergeant Carrie Hench
- Kate Beahan - Olivia
- Peta Wilson - Eve
- Angela Punch McGregor - Dr. Val
- Damien Garvey - Roy
- Josh Helman - Bryce
- Radha Mitchell - Kelly